# Biskupice (gmina Sieroszewice)
Biskupice – osada leśna w gminie Sieroszewice, w powiecie ostrowskim, w województwie wielkopolskim.
W latach 1975–1998 do województwa kaliskiego.